# 210983 Wadeparker
210983 Wadeparker este un asteroid din centura principală de asteroizi.

## Descriere
210983 Wadeparker este un asteroid din centura principală de asteroizi. A fost descoperit pe 11 noiembrie 2001 la Apache Point Observatory în cadrul programului Sloan Digital Sky Survey. Asteroidul prezintă o orbită caracterizată de o semiaxă mare de 3,08 ua, o excentricitate de 0,06 și o înclinație de 15,3° în raport cu ecliptica.